# Seznam ameriških igralcev (R)
Meinhardt Raabe - Alan Rachins - Josh Radnor - James Rado - Lee Radziwill - Divini Rae - Melba Rae - George Raft - Steve Railsback - Ted Raimi - Luise Rainer - Ella Raines - Puck (The Real World) - Jobyna Ralston - Marjorie Rambeau - Efren Ramirez - Rebecca Ramos - Sara Ramos - Anne Ramsey - Wes Ramsey - Josh Randall - Tony Randall - Theresa Randle - Jane Randolph - John Randolph (igralec) - Joyce Randolph - Randy Spelling - Michael Rapaport - Anthony Rapp - Virginia Rappe - David Rasche - Phylicia Rashad - John Ratzenberger - Aldo Ray - Conner Rayburn - Paula Raymond - James Read - Nancy Reagan - Ronald Reagan - James Rebhorn - Billy Redden - Blair Redford - Robert Redford - Lynn Redgrave - Teal Redmann - Alan Reed - Dean Reed - Donna Reed - Nikki Reed - Pamela Reed - Robert Reed - John Reep - Autumn Reeser - Christopher Reeve - Dana Reeve - George Reeves - George Regas - Pedro Regas - Tara Reid - Wallace Reid - Charles Nelson Reilly - John C. Reilly - Rob Reiner - Judge Reinhold - Scott Reiniger - Ann Reinking - Paul Reiser - Lee Remick - Leah Remini - Duncan Renaldo - Pat Renella - Brad Renfro - Patrick Renna - Nina Repeta - Stafford Repp - Hollis Resnik - Tommy Rettig - Paul Reubens - Anne Revere - Ernie Reyes mlajši - Judy Reyes - Burt Reynolds - Debbie Reynolds - Alicia Rhett - Cynthia Rhodes - Erik Rhodes - Madlyn Rhue - Giovanni Ribisi - Marissa Ribisi - Christina Ricci - Florence Rice - Adam Rich - Richard Bull - Ariana Richards - Beah Richards - Brooke Richards - Denise Richards - Michael Richards - Cameron Richardson - Latanya Richardson - Patricia Richardson - Branscombe Richmond - Laura Richmond - Tequan Richmond - Alicia Rickter - Eden Riegel - Peter Riegert - Ron Rifkin - Cathy Rigby - Jack Riley - Molly Ringwald - Rip Taylor - Robbie Rist - Martin Ritt - Jason Ritter - John Ritter - Tex Ritter - Thelma Ritter - Melissa Rivers - Jason Robards - Sam Robards - Tim Robbins - Allene Roberts - Doris Roberts - Emma Roberts - Eric Roberts - Ian Roberts (igralec) - Julia Roberts - Lynne Roberts - Pernell Roberts - Roy Roberts - Tanya Roberts - Cliff Robertson - Dale Robertson - Paul Robeson - Bryce Robinson - Matt Robinson - Andrew Robinson - Dar Robinson - Edward G. Robinson - Holly Robinson - Alex Rocco - Lela Rochon - Blossom Rock - Charles Rocket - Sam Rockwell - James Roday - Brande Roderick - Dennis Rodman - Al Rodrigo - Adam Rodriguez - Freddy Rodriguez - Daniel Roebuck - Charles »Buddy« Rogers - Ginger Rogers - Jean Rogers - Kasey Rogers - Kenny Rogers - Michele Rogers - Mimi Rogers - Roy Rogers - Elisabeth Röhm - Rohn Thomas - Clayton Rohner - Gilbert Roland - Mark Rolston - Ruth Roman - Christy Carlson Romano - Ray Romano - Robert Romanus - Rebecca Romijn - Michael Rooker - Mickey Rooney - Stephen Root - Henry Roquemore - Michael Rosenbaum - Alan Rosenberg - Scott Rosenberg - Maxie Rosenbloom - Mackenzie Rosman - Chelcie Ross - Diana Ross - Gaylen Ross - Katharine Ross - Marion Ross - Leo Rossi - Rick Rossovich - Emmy Rossum - Cynthia Rothrock - Mickey Rourke - Brandon Routh - Eden Routledge - Jean Rouverol - Jennifer Rovero - Misty Rowe - Gena Rowlands - Jennifer Rubin - Daphne Rubin-Vega - Alan Ruck - Paul Rudd - Maya Rudolph - Sara Rue - Mercedes Ruehl - Aaron Ruell - Mark Ruffalo - Charles Ruggles - Barbara Rush - Robert Rusler - Gail Russell - Harold Russell - Jane Russell - John Russell (igralec) - Keri Russell - Kurt Russell - Rosalind Russell - Theresa Russell - Rene Russo - Blanchard Ryan - Irene Ryan - Jeri Ryan - Meg Ryan - Robert Ryan - Stevie Ryan - Winona Ryder - Mark Rylance - 